# (293909) Matterhorn
(293909) Matterhorn est un astéroïde de la ceinture principale.

## Description
(293909) Matterhorn est un astéroïde de la ceinture principale. Il fut découvert le 16 septembre 2007 à Taunus par Stefan Karge et Rainer Kling. Il présente une orbite caractérisée par un demi-grand axe de 2,92 UA, une excentricité de 0,09 et une inclinaison de 11,0° par rapport à l'écliptique.

## Compléments